# Molly Maguires
I Molly Maguires erano i membri di una società segreta, attiva negli Stati Uniti nello Stato della Pennsylvania tra la fine della guerra di secessione e gli anni 1876−1878, quando una serie di arresti e condanne pose fine all'esistenza gruppo.
I suoi componenti erano principalmente minatori di carbone di origini irlandesi. Il gruppo si rese colpevole di una serie di attentati, omicidi e sabotaggi compiuti ai danni delle forze dell'ordine e dei proprietari delle miniere.

## Nella cultura di massa
- I cospiratori (The Molly Maguires); film del 1970, diretto da Martin Ritt, con Sean Connery nel ruolo di "Black Jack" Kehoe.
- La valle della paura (The Valley of Fear); romanzo del 1915 di Sir Arthur Conan Doyle con protagonista Sherlock Holmes.
- Antracite; romanzo del 2003 di Valerio Evangelisti.